# Пајпер Лори
Росета Џејкобс (енгл. Rosetta Jacobs; Детроит, 22. јануар 1932 — Лос Анђелес, 14. октобар 2023) познатија као Пајпер Лори (енгл. Piper Laurie) била је америчка глумица.
Позната је по улогама у филмовима Хазардер (1961), Кери (1976) и Деца мањег Бога (1986) и минисерији Птице умиру певајући (1983).
Добила је разна признања, укључујући Еми награду за ударни термин и Златни глобус, поред номинација за три Оскара и БАФТА награду. Такође је позната по својим наступима као Кирстен Арнесен у оригиналној ТВ продукцији Дани вина и ружа, и као Кетрин Мартел у телевизијској серији Твин Пикс.